# Taoísmo
El taoísmo o daoísmo (en chino, 道教; pinyin, dàojiào; literalmente, ‘enseñanza del camino’) es una tradición filosófica y espiritual de origen chino la cual enfatiza vivir en armonía con el tao (la ‘vía’ o el ‘camino’).
El tao es una idea fundamental en la mayoría de las escuelas que forman parte de la filosofía china; sin embargo, para el taoísmo es referido como el principio de unidad absoluta, y al mismo tiempo mutable, que conforma la realidad suprema y el principio cosmogónico y ontológico de todas las cosas. Así, para los taoístas el tao constituye la fuente, el patrón y la sustancia de todo lo existente.
El Dào Dé Jīng (en chino: 道德經) también conocido como Tao Te King o Tao Te Ching, es el libro que condensa las enseñanzas atribuidas al filósofo Lao-Tse, también llamado Lao Tzu, Lao Zi, Laozi (en chino simplificado y tradicional: 老子; en pinyin: lǎozǐ; literalmente 'viejo maestro') o Laocio.  Y aunque la existencia histórica de tal personalidad aún se debate, el libro es considerado como clave para la tradición taoísta. Junto con el Zhuangzi se consideran los textos clave de la tradición.
Y aunque los valores éticos taoístas varían dependiendo de las distintas escuelas, por lo general tienden a enfatizar el wu wei («la no acción» o acción sin intención), la naturalidad, la simplicidad, la espontaneidad, y sobre todo, los «Tres Tesoros»: 慈 «la compasión», 儉 «la frugalidad», y 不敢為天下先 «la humildad», mientras que pone menos énfasis en las normas y el ritual (en oposición al confucianismo).
El objetivo fundamental de los taoístas es alcanzar la inmortalidad, si bien, a veces no se entiende esta literalmente, sino como longevidad en plenitud. De la misma manera, se decía que las personas que vivían en armonía con la naturaleza eran inmortales. Lao-Tse fue deificado como dios taoísta ―un inmortal― encabezando un enorme panteón de héroes folclóricos., generales famosos y sabios, todos los cuales alcanzaron la inmortalidad. Así como la representación de uno de Tres Puros. Por otra parte, el logro de la inmortalidad a través de la alquimia externa (waidan) y la alquimia interna (neidan) fue un objetivo importante para muchos taoístas históricamente.
Las primeras formas del taoísmo se desarrollaron en el siglo IV a. C., influenciadas por las teorías cosmológicas de la Escuela de Naturalistas y el I Ching. La Escuela de Naturalistas fue una escuela filosófica que sintetizó los conceptos de yin-yang y los Cinco Elementos; Zou Yan es considerado el fundador. La primera forma organizada de taoísmo, la escuela Tianshi («Maestros Celestiales») surgió en el siglo II a. C. Xuanxue («aprendizaje profundo», también «neo-taoísmo») fue un importante movimiento filosófico influenciado por el confucianismo, que se centró en la interpretación del I Ching, el Dào Dé Jīng y el Zhuangzi y que floreció durante los siglos III a VI d. C. Los filósofos más importantes de este movimiento fueron He Yan, Wang Bi, Los siete sabios del bosque de bambú, Ge Hong y Guo Xiang. Los pensadores como He Yan y Wang Bi se centraron en la naturaleza profunda del Tao, que vieron como mejor ejemplificado por el término «Wu» (nada, no-ser, negatividad). Otras escuelas alcanzaron prominencia a lo largo de la historia de China, como la escuela Shangqing durante la dinastía Tang (618-907), la escuela Lingbao durante la dinastía Song (960-1279) y la escuela Quanzhen, que se desarrolló durante los siglos XIII-XIV y durante la dinastía Yuan.
Posteriormente, el taoísmo se mezcló con elementos del confucianismo, el budismo y la religión tradicional china. La forma concreta de religión taoísta que fue llevada a Taiwán en el siglo XVII es típica de esta tradición. La característica más distintiva de la práctica actual es la veneración de los antepasados.
Los conceptos taoístas influyeron en la medicina tradicional china y en distintas disciplinas como el taichí chuan, el chi-kung y diversas formas de artes marciales. Las tradiciones taoístas posteriores también fueron influidas por el budismo chino.

## Fundamentos del taoísmo

Sinograma de la palabra dào, literalmente 'camino'.

El Taoísmo establece la existencia de dos fuerzas: una pasiva, otra activa. Yin y yang aparentemente se oponen aunque en realidad se complementan simultáneamente entre sí, es decir que son interdependientes de manera absoluta y funcionan como una unidad. Son el yin (fuerza pasiva/sutil, femenina, húmeda...) y el yang (fuerza activa/concreta, masculina, seca...), representan el dinamismo de la naturaleza, el origen de todas las cosas manifiestas o existentes. No confundir con la dualidad de extremos opuestos e irreconciliables como "bien versus mal". (Véase yin-yang).
El significado más antiguo que existe sobre el tao dice: «Yi yin, yi yang, zhè wei tao», es decir, "un aspecto yin, un aspecto yang, eso es el tao".
Puede ejemplificarse esta concepción a partir del significado de las palabras: literalmente, yang significa 'la ladera luminosa (soleada) de la montaña', y yin 'la ladera oscura (sombría) de la montaña'; entiéndase la idea de montaña como símbolo de unidad. Así, aunque representan dos fuerzas aparentemente opuestas, forman parte de una única naturaleza; siendo representadas en algunas tradiciones igualmente a través de creencias religiosas, tales como los Tres Puros.
La igualdad entre estas dos fuerzas entraña la igualdad de sus manifestaciones consideradas en abstracto. Por ello el taoísta no considera superior la vida a la muerte, no otorga supremacía a la construcción sobre la destrucción, ni al placer sobre el sufrimiento, ni a lo positivo sobre lo negativo, ni a la afirmación sobre la negación.
Las cosas cotidianas e insignificantes tienen un significado mucho más profundo del que nosotros le damos.
Por otro lado el Tao no puede definirse como una "fuerza conciliadora", aunque efectivamente esa es una de sus expresiones, el Tao por naturaleza es indefinible, indescriptible e inalcanzable por el pensamiento humano.  Es lo primero que el Tao te king enseña:

El Tao que puede ser nombrado no es el Tao eterno.

El nombre que puede ser pronunciado no es el nombre eterno.

De manera que aunque el Tao es trascendente eterno, inconmensurable e indescriptible, antecede a la multiplicidad, lo contiene y lo sustenta todo también es inmanente y se encuentra presente en la pluralidad de todas las cosas impermanentes:
Del clásico taoísta Tao Te Ching, se sostiene que:

"El Tao produjo Uno (Wuji produjo Taiji); Uno produjo Dos (Taiji produjo el Yin y Yang); Dos produjo Tres (la multiplicidad); Tres produjo los "10000 seres" (Todas las cosas y seres existentes)". (Cap. 42)

Por lo tanto Lao-Tse distingue dos aspectos del Tao, por un lado está el Tao Eterno e indescriptible, y por otro lado está el Tao como lo impermanente manifestado como existencia. Del Tao eterno no se puede hablar ya que su naturaleza es incognoscible y trasciende la capacidad de comprensión humana, pero del Tao como manifestación o existencia si se puede hablar y es desde allí que se construye el taoísmo filosófico. Sin embargo ambos aspectos del Tao son inherentemente inseparables, son una misma realidad.

Lo innombrable es el principio del cielo y de la tierra. 
Lo nombrable es la madre de las diez mil cosas.
Sin deseos se puede ver el Misterio;
Con deseos se puede ver sus manifestaciones.

Los dos brotan de la misma fuente, pero tienen diferentes nombres para una misma realidad.

Para este "algo" eterno no existe nombre, dado que los nombres derivan de experiencias; finalmente, y por necesidad de ser descrito o expresado, se manifiesta en la existencia y se lo denominó tao, que significa 'camino' o 'sendero [recto o virtuoso]' que conduce a la meta.
Cuando Lao-Tse habla del tao en su aspecto trascendente procura alejarlo de todo aquello que pueda dar una idea de algo concreto. Prefiere encuadrarlo en un plano distinto a todo lo que pertenece al mundo. Porque el tao es como el espacio vacío para que se manifieste el todo.
«Existía antes del Cielo y de la Tierra», dice, y, efectivamente, no es posible decir de dónde proviene. Es madre de la creación y fuente de todos los seres.

Algo formado confusa y misteriosamente,
Nacido antes que el Cielo y la Tierra.
En el silencio y en el vacío,
Solo e inmutable,
Siempre presente y en movimiento,
Quizás sea la madre de las Diez Mil Cosas.
No sé su nombre,
Llámalo Tao.
A falta de una mejor palabra, lo llamo lo grande.

El tao tampoco es temporal o limitado; al intentar observarlo, no se lo ve, no se lo oye ni se lo siente. Es la fuente primaria cósmica de la que proviene la creación. Es el principio de todos, la raíz del Cielo y de la Tierra (la madre de todas las cosas). Pero si intentamos definirlo, mirarlo u oírlo, no sería posible: el tao regresa al no-ser, ahí donde es insondable, inalcanzable y eterno.
Todas las cosas bajo el Cielo gozan de lo que es, lo que es surge de lo que no es y retorna al no-ser, con el que nunca deja de estar ligado.
El tao del no-ser es la fuerza que mueve todo lo que hay en el mundo de los fenómenos, la función, el efecto de todo lo que es: se basa en el no-ser.
El mundo de los seres puede ser nombrado con el nombre de no-ser y el mundo de los fenómenos con el nombre de ser. Las diferencias recaen en los nombres, pues el nombre de uno es ser y el del otro, no-ser, pero aunque los nombres son distintos, se trata de un solo hecho: el misterio desde cuyas profundidades surgen todos los prodigios.
Al encontrar el camino que conduce de la confusión del mundo hacia lo eterno, estamos en el camino del tao.
El taoísmo excluye el concepto de ley y lo sustituye por el de orden. Es decir, las cosas son de determinada manera debido a que su posición en un universo en permanente movimiento les confiere una naturaleza que las obliga a ese comportamiento. Así lo explica Dong Zhongshu, filósofo chino del siglo II a. C.:

Cuando se vierte agua en el suelo, esta evita las partes secas y va hacia las que están húmedas. Si dos troncos se colocan en el fuego, este evita el mojado y enciende el seco. Todas las cosas rechazan lo que es distinto y siguen lo que es igual.

Del mismo modo, las cosas hermosas llaman a otras cosas en la clase de las hermosas, las repulsivas llaman a otras en la clase de las repulsivas. Esto proviene del modo complementario en que se corresponden las cosas de la misma clase. Las cosas se llaman unas a otras, lo igual con lo igual; un dragón trayendo lluvia; un abanico apartando el calor; el sitio donde ha estado un ejército, llenándose de zarzas... Las cosas, hermosas o repulsivas, tienen todas un origen. Si se cree que construyen el destino es porque nadie conoce dónde está su origen. No hay ningún suceso que no dependa para su inicio de algo anterior, a lo que responde porque pertenece a la misma categoría, y por eso se mueve.

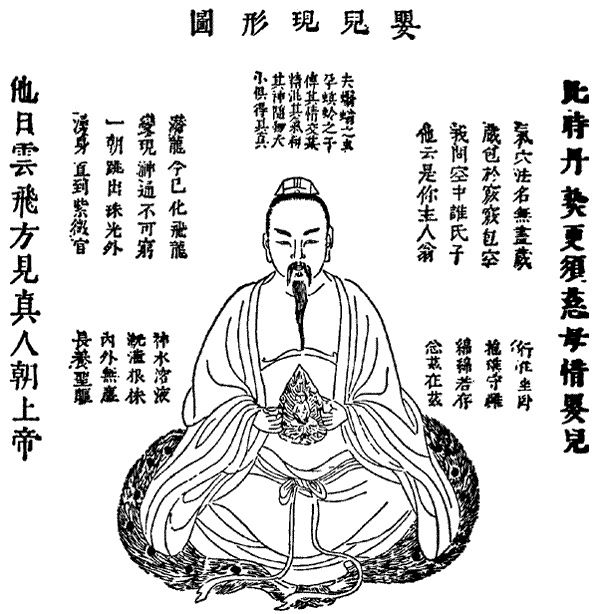
El alma inmortal del adepto taoísta.

Tao es el nombre global que se da al orden natural. El objetivo del tao es enseñar al hombre a integrarse en la naturaleza, enseñarle a fluir, a integrarse en sí mismo en concordancia y armonía. El tao no es un creador porque nada en el mundo se crea ni el mundo es creado. Enseñar a compenetrarse con esta naturaleza y armonía de tal modo que llegue a experimentar en su propio cuerpo sus ritmos vitales. Sintonizándose el cuerpo humano mediante una serie de ejercicios con estos ritmos, ganando así serenidad mental y energía física.
A principios del Siglo IV a. C. los filósofos chinos escribían sobre el yin y el yang en términos relacionados con la naturaleza.
Observando de la perspectiva del tao, se ve cómo todas las cosas se elevan, se vuelven grandes y luego retornan a su raíz. Vivir y morir es simplemente entrar y salir[cita requerida]. Las fuerzas de la mente no tienen poder sobre quien sigue el tao. El camino del no-ser lleva a la quietud y la observación, y conduce de lo múltiple al uno. Para poder recorrer ese camino hace falta preparación interna. Mediante la práctica espiritual[cita requerida], la perseverancia, el recogimiento y el silencio se llega a un estado de relajación[cita requerida] que debe ser tan sereno que posibilita la contemplación del ser interior, el alma[cita requerida], y así se logra ver lo invisible, escuchar lo inaudible, sentir lo inalcanzable.
Una historia representativa del pensamiento taoísta sería la siguiente:
(Adaptado a partir de Las religiones del mundo, de Huston Smith).
El caballo de un campesino se escapó. Ante la conmiseración de su vecino, el campesino le dijo:
«¿Quién sabe si es bueno o malo?».
Y tuvo razón, porque al día siguiente el caballo regresó acompañado de caballos salvajes con los cuales había trabado amistad. El vecino reapareció, esta vez para felicitarlo por el regalo caído del cielo, pero el campesino repitió:
«¿Quién sabe si es bueno o malo?».
Y otra vez tuvo razón, porque al día siguiente su hijo trató de montar uno de los caballos salvajes y se cayó, rompiéndose una pierna. El vecino volvió a mostrar su pesar, y recibió nuevamente la anterior pregunta:
«¿Quién sabe si es bueno o malo?».
Y el campesino tuvo razón una cuarta vez, porque al día siguiente aparecieron unos soldados para reclutar al hijo, pero lo eximieron por encontrarse herido.
Lejos de una amoralidad o de una moralina latitudinaria, el taoísmo preconiza la armonía, allí está el equilibrio, un absoluto sobre las relatividades.
Esta ética se refleja en el arte.
Al llegar el budismo a China, el contacto entre el budismo y el taoísmo produjo entre otros efectos la escuela religiosa y filosófica budista Chán (sinización de la palabra sánscrita dhyana, que significa: meditación) y, esta, al pasar a Japón originó el zen.
El taoísmo influyó en numerosas áreas del conocimiento como la medicina y ciertas escuelas de meditación, e incluso las artes marciales. Existe un paralelismo en ciertas concepciones del taoísmo con el Tantra, en especial la visión del mundo como un ecosistema, y la consideración de una vía de iluminación dentro del acto sexual.
El gran taoísta Lin An define el camino de la felicidad de la siguiente manera:

La gran mayoría de las personas,

qué vacías y mal se sienten, porque usan
las cosas para deleitar su corazón,
en lugar de usar su corazón para

disfrutar de las cosas.

.

## Características y elementos principales
- Lao-Tse: Siglo VII a. C., obra principal Tao te ching.
- Preconiza: Armonía del hombre con el tao, al curso etéreo y dialéctico de los acontecimientos.
- Reprueba: La guerra, la resignación, la codicia, los prejuicios, los convencionalismos, los tabúes, la desigualdad, la sumisión, el sometimiento dogmático a normativas absolutistas o preconceptos prejuiciosos (lealtad filial, nacionalismo, legalismo, sumisión al culto, etc.).[16]
- Preceptos: No posee un dogma al cual los fieles deben limitarse.
- Virtudes: Piedad, magnanimidad, abnegación, bondad, sacrificio personal, plantar árboles (entregar algo a la naturaleza u otros humanos), hacer caminos (en los mismos modos que los árboles), ser introspectivo, ser analítico, contemplativo y meditativo, fomentar la honestidad y la equidad, enseñar al que no sabe.

### Subdivisiones
Las dos principales "ramas" del taoísmo son el taoísmo religioso y el taoísmo filosófico. Mientras el primero hace énfasis en aspectos rituales, ceremoniales y espirituales, el segundo tiene una aproximación más laica. Sin embargo algunos autores cuestionan esta división y consideran que es artificial. Algunos taoístas filosóficos consideran que su posición "purga" al taoísmo de elementos rituales y religiosos que no eran propios del taoísmo original.
Además cada una de estas dos vertientes se encuentra a su vez subdividida entre múltiples órdenes y escuelas de pensamiento.

## Historia

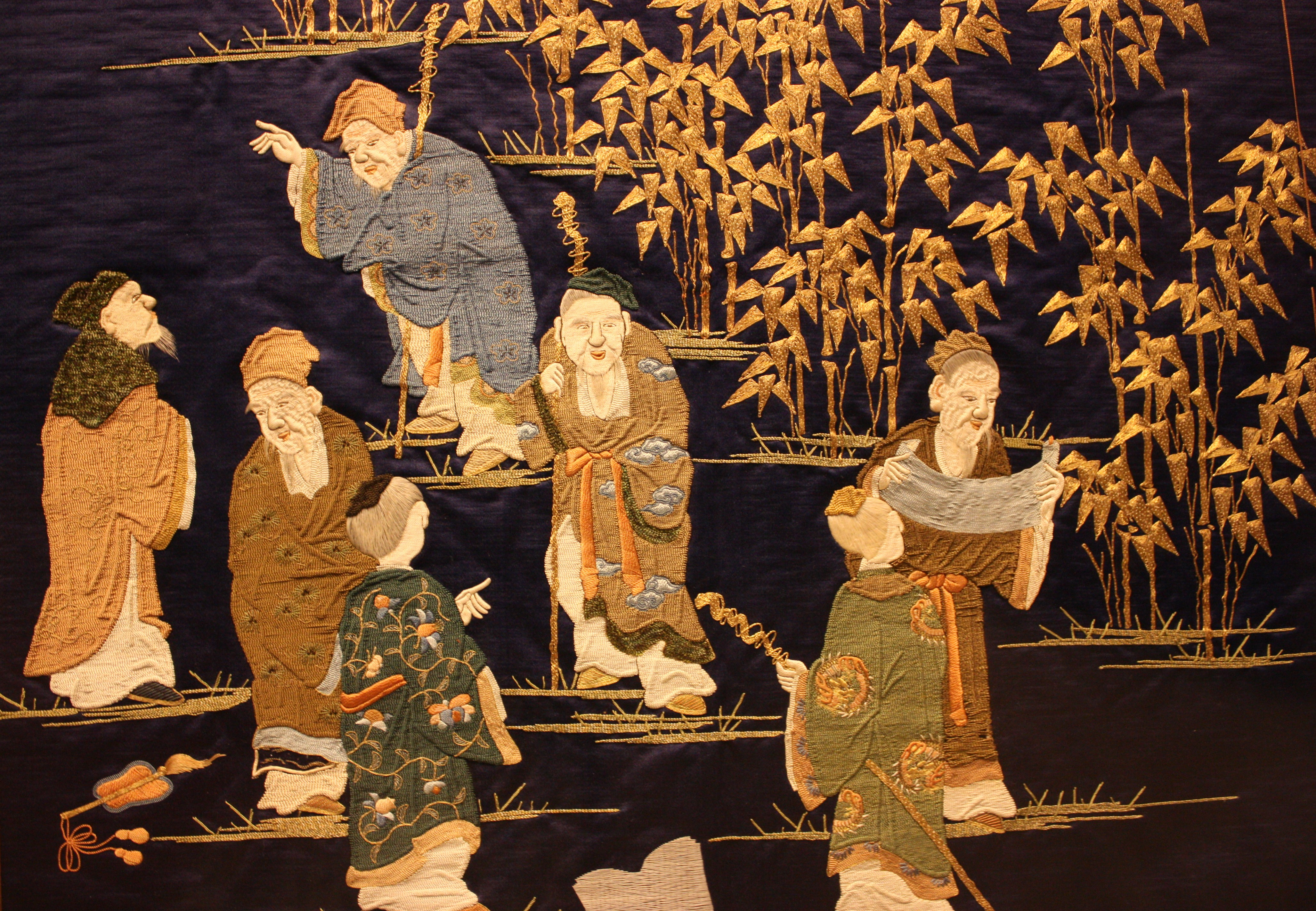
Los siete sabios del bosque de bambú, bordado, 1860-1880

Las raíces del taoísmo se pueden rastrear hacia el siglo IV a. C. El taoísmo temprano retomó las nociones cosmológicas de la Escuela del Ying-Yang (Naturalistas) y fue profundamente influenciada por uno de los más viejos textos de la cultura China, el I Ching, el cual expone un sistema filosófico acerca de cómo se debe mantener el comportamiento humano en concordancia con los ciclos alternos de la naturaleza. El miembro de la escuela "Fajia" o "Legalista" Shen Buhai (c. 400 a. C. - c. 337 a. C.) pudo también haber sido una gran influencia al poner en práctica en el ámbito de la política el concepto del wu wei.
El taoísmo filosófico se desarrolló a partir de los escritos de Lao-Tse y Zhuangzi. Según la leyenda china, Lao-Tse vivió durante el siglo VI a. C. y tradicionalmente se fecha en ese siglo la redacción del Dàodéjing, aunque según algunas investigaciones actuales es bastante posterior.
- Siglo IV a. C.-siglo II a. C.: influye en la alquimia, la medicina tradicional china, la magia y la adivinación, por lo que se convierte en culto popular. Posteriormente influyó en las artes marciales, con sus conceptos de chi aplicados tanto a la salud como al combate, surgiendo así diversos estilos de kungfú taoísta (principalmente en la montaña Wudang), y también disciplinas como el chi kung y el taichí.
- Siglo II d. C.: el sacerdote imperial Zhang Daoling es el primer pontífice del taoísmo como religión; sincretiza la religión tradicional china con el taoísmo, para renovar el culto religioso imperial e imponer su forma de taoísmo teísta como doctrina de culto; esta interpretación religiosa es considerada por algunos contraria a la ideología taoísta original netamente filosófica que proponían Lao-Tse y Zhuangzi.
- 1927: El pontificado imperial, es abolido por el gobierno chino.
- Promete la inmortalidad, en su sentido religioso como forma de vida eterna, pero en su sentido filosófico como alegoría de un concepto ontológico impulsor de la autosuperación.
- Observación fundamental: Alcanzar la inmortalidad, longevidad en plenitud, las personas que viven en armonía con la naturaleza son inmortales.
- Lao-Tse es deificado como inmortal taoísta (héroes folclóricos, generales famosos y sabios), tomándose como tal esta idea de las deidades solo por los seguidores del taoísmo religioso, siendo tales alegatos rechazados por el taoísmo filosófico.
- Se mezcló con elementos del confucionismo, budismo y creencias locales (taoísmo religioso), formando un sincretismo religioso que algunos consideran incompatible con los conceptos originales del Tao te king de Lao Tse.
- Lo nuevo: adoración de los antepasados, solo es aceptado por el taoísmo religioso; pero no está asimilado por el taoísmo filosófico.

## Textos taoístas
- Dào Dé Jīng (también conocido como Tao Te King o Tao Te Ching), es el libro principal Taoísta que condensa las enseñanzas atribuidas al filósofo Lao-Tse.

Igualmente otros textos destacados del Taoísmo son:
- Hua Hu Ching, texto taoísta escrito o compilado en el siglo IV por un taoísta chino llamado Wang Fu, aunque también atribuido tradicionalmente a Lao-Tse; se considera como un complemento al texto Dào Dé Jīng.

- Wen Tzu (Wenzí), texto taoísta escrito hace más de dos mil años, conocido como la "comprensión de los misterios del Tao", que es atribuido a un discípulo de Lao Tse, (quién habría recogido directamente las palabras del maestro); es un escrito que presenta las enseñanzas del Tao Te King, como una forma de continuación del mismo, al penetrar en la comprensión del misterio del Tao descritos en el Tao Te King.

- Zhuangzi, uno de los dos textos fundacionales del Taoísmo - junto con el Dàodé jīng (Lao-Tse) - y generalmente es considerado como uno de los escritos taoístas más importantes para la enseñanza del Tao.

- Lie Zi, texto Taoísta atribuido a Lie Yukou (Lie Zi), a quien se considera un personaje legendario. Generalmente es considerada la más práctica de las obras taoístas principales, frente al más filosófico Dàodé jīng o al más poético Libro de Zhuangzi.

- Qingjing Jing, literalmente 'Clásico de claridad/pureza y quietud/tranquilidad') es un clásico texto breve taoísta de autor anónimo escrito en la dinastía Tang, el cual combina temas filosóficos del Tao Te Ching con la forma de presentación lógica presente en los textos budistas; y con una forma literaria que recuerda al Sutra del corazón. Instruye a los estudiantes del Tao a practicar la eliminación del deseo para cultivar la pureza espiritual y la quietud del Tao.

- Tai Yi Jin Hua Zong Zhi, texto Taoísta que se enfoca en las prácticas taoístas para refinar la esencia y transformar el qi, mediante la meditación. Para ello se ocupa de describir un método para aliviar los pensamientos y ejercitar el qi, abogando por la abstinencia y reduciendo las actividades conscientes, para evitar la "fuga de la conciencia". En su esencia postula que hay dos cosas intangibles en los seres humanos, "espíritu primitivo" y "conciencia del espíritu". Su versión más conocida es la traducción realizada por Richard Wilhelm, conocida como El secreto de la flor de oro.

- I Ching, libro oracular chino cuyos primeros textos presentes se suponen escritos hacia el 1200 a. C. Su contenido original es de procedencia taoísta, pero igualmente es considerado como uno de los Cinco Clásicos confucianos.

### Libros populares, no académicos, de interpretación del Taoísmo
- Dyer, Wayne (2007). Change Your Thoughts, Change Your Life: Living the Wisdom of the Tao. Hay House. ISBN 978-1-4019-1750-0.
- Gerstner, Ansgar (2009). The Tao of Business. Earnshaw Books. ISBN 978-988-18-1547-7.
- Goodspeed, Bennett W. (1983). The Tao Jones Averages: A Guide to Whole-Brained Investing. E.P. Dutton. ISBN 9780525242017. (requiere registro).
- Hoff, Benjamin (1983). The Tao of Pooh. Penguin. ISBN 978-0-14-006747-7.
- Wilde, Stuart (1995). Infinite Self: 33 Steps to Reclaiming Your Inner Power. Hay House. ISBN 978-1-56170-349-4.